# Europa Jupiter System Mission

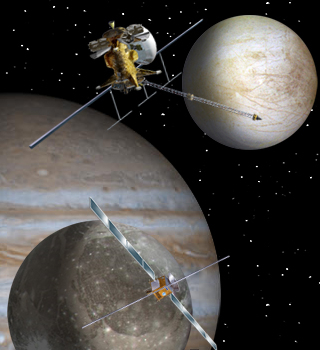
EJSM wizja artystyczna

Europa Jupiter System Mission – Laplace (EJSM/Laplace) – proponowana międzynarodowa misja kosmiczna klasy Flagship, składająca się z dwóch lub trzech wysłanych niezależnie sond oraz ewentualnie lądownika, których celem miały być cztery największe księżyce Jowisza (Io, Europa, Ganimedes i Kallisto) oraz magnetosfera największej planety Układu Słonecznego.
Start planowany był w okolicach 2020 roku, dotarcie do systemu Jowisza około 2025 roku, a wejście na orbity Europy i Ganimedesa – około 2028 roku.
„Laplace” to europejska nazwa dla tej misji.

## Uczestnictwo
Misja miała być wspólnym przedsięwzięciem amerykańskiej agencji NASA i europejskiej ESA, oraz być może japońskiej JAXA i rosyjskiego Roskosmosu. 
Koszt strony amerykańskiej miał wynieść około 3,8 mld USD. ESA miała zadecydować o wyborze misji w ramach europejskiej Wizji Kosmicznej na lata 2015-2025, koszt segmentu europejskiego szacowano na 650 mln USD. W 2011 roku, w związku z problemami budżetowymi amerykańskiej agencji, ESA zdecydowała, że samodzielnie wyśle sondę przygotowywaną dla misji EJSM.
W wersji bazowej misja miała składać się z dwóch sond:
- Jupiter Europa Orbiter (JEO) – docelowo orbiter Europy, zbudowany przez NASA, badający księżyce Io i Europę,
- Jupiter Ganymede Orbiter (JGO) – docelowo orbiter Ganimedesa, zbudowany przez ESA, badający Ganimedesa oraz Kallisto.

Strona japońska i rosyjska wyraziły zainteresowanie uczestnictwem w projekcie, opracowując indywidualne misje: 
- Jupiter Magnetospheric Orbiter do badania magnetosfery Jowisza – misja JAXA,
- Europa Lander – lądownik księżyca Europa, który miała zbudować i wystrzelić agencja Roskosmos, a jednym z jego zadań miało być zbadanie możliwości istnienia życia[4].

## Wybór misji[5]
12 lutego 2009 roku, podczas spotkania przedstawicieli ekspertów NASA oraz ESA wybrano następną misję klasy Flagship, czyli największą z możliwych kategorii wypraw bezzałogowych. Do ostatniego momentu rywalizowały misje, których celem były dwie największe planety naszego Układu Słonecznego oraz ich księżyce. Konkurentem EJSM była Titan Saturn System Mission (TSSM), czyli misja w kierunku Saturna oraz największego księżyca z układu tej planety – Tytana.
Zadecydowano o wyborze misji EJSM, w kierunku Europy i Ganimedesa. O wyborze zadecydowały przede wszystkim możliwości, a raczej ograniczenia techniczne – uznano, że obecnie (oraz w przeciągu następnej dekady) łatwiejsze będzie zaprojektowanie, zbudowanie, wystrzelenie ku celu, oraz zebranie danych z misji EJSM. Wybór misji podczas wspomnianego spotkania ekspertów ESA i NASA nie oznacza, że misja TSSM nigdy się nie odbędzie. Według rekomendacji, księżyc Saturna Tytan jest na tyle ważnym celem, że nie można całkowicie anulować projektu, a jedynie przesunąć go w dalszą przyszłość.

## Dalsze losy projektu
W kwietniu 2011 roku ESA uznała, że planowany budżet amerykańskiej agencji stawia wspólną misję w 2020 pod znakiem zapytania i lepszym rozwiązaniem będzie samodzielne wysłanie sondy, opartej na projekcie orbitera Ganimedesa. Projektowana misja została nazwana Jupiter Icy Moon Explorer (JUICE). Jej start zaplanowano na rok 2022.
Po rozwiązaniu współpracy strona amerykańska wprowadziła zmiany również w swoim projekcie. Zamiast kontynuować prace nad orbiterem Europy, naukowcy z NASA planują obecnie wysłanie sondy Europa Clipper, która będzie krążyła wokół Jowisza i okresowo przelatywała nad powierzchnią Europy. To pozwoli przeprowadzić planowane badania nawet lepiej niż z pomocą orbitera, przy jednoczesnym znacznym obniżeniu kosztów misji; wiąże się to ze skróceniem czasu spędzanego w pasach radiacyjnych Jowisza i wydłużeniem czasu potrzebnego na przesłanie danych na Ziemię. Planowany koszt misji wynosi 2 miliardy USD, a sonda mogłaby wystartować w 2021 roku.
Agencja Roskosmos natomiast rozważa wysłanie lądownika na Ganimedesa zamiast na Europę, tak aby mógł on współpracować z orbiterem misji JUICE.